# 七人のマッハ!!!!!!!
『七人のマッハ!!!!!!!』（原題：เกิดมาลุย, 英題：Born to Fight）は、『マッハ!!!!!!!!』のスタッフが新たに撮ったアクション映画である。『マッハ!!!!!!!!』と同様CG、ワイヤーアクション、スタントマンを用いていない。

## 概要
『マッハ!!!!!!!!』と違いムエタイを主題にした映画ではなく、各スポーツのタイ代表選手による、そのスポーツの動きを活かしたアクションが用いられている。
ストーリーはきわめて明快で、ある辺境の村に慈善活動で訪れていた国家代表のスポーツ選手が、核兵器を持って村を占拠したテロリストに対して反撃を仕掛け、見事核兵器の脅威からバンコクを保守するというもの。前作同様、愛国的な作品でもある。
英題『Born to Fight』は、1980年代に流行ったパンナー・リッティクライによるアクション映画シリーズの題でもある。なお、パンナー・リッティクライはこの作品の原作・監督も行っている。

## スタッフ
- 監督・原作・アクション監督：パンナー・リッティクライ
- 製作：プラッチャヤー・ピンゲーオ

## キャスト
- ダン・チューボン（デュー）（吹替：山岸功）
- ゲーサリン・エータワッタクン（ニュイ）（吹替：青山桐子）
- ピヤポン・ピウオン（トゥック）（吹替：中村浩太郎）
- スーブザック・バンスープ（ジョー）
- ナンタワット・ウォンワニットシン（ナイト）（吹替：原田晃）
- アモーンテーブ・ウェウセーン（モー）（吹替：伊丸岡篤）
- ラッタナボーン・ケムトーン（トゥクタ）（吹替：大前茜）
- ソムラック・カムシン（タブ）
- サシサ・ジンダーマニー（ベートン）
- モッポン・ゴーマラチューン（ヤン将軍）
- サンスティック・ブロムリシ（ローファイ）
- シニー・ナーンウォンブロム（リン）